# Робинсон, Анджела (режиссёр)
Анджела Робинсон (англ. Angela Robinson, родилась 14 февраля 1971 года) — американский кино- и телережиссер, сценарист и продюсер.

## Ранние годы
Анджела родилась в Чикаго, Иллинойс, США. Училась в Университете Брауна, где специализировалась на театральном искусстве, а затем получила степень магистра изобразительных искусств в Нью-Йоркском университете.

## Карьера
Анджела часто затрагивает в своих фильмах темы ЛГБТ. Первой экранной работой Анджелы Робинсон стал черно-белый фильм 1994 года «Chickula: Teenage Vampire» о вампире-квире. В 2003 году Анджела сняла фильм «Шпионки», который получил приз журнала «Siegessäule» на Берлинском кинофестивале 2004 года. В 2017 году сняла фильм «Профессор Марстон и его Чудо-женщины». Фильм посвящен Уильяму Марстону, психологу, получившему образование в Гарварде и являющемуся автором комиксов про Чудо-женщину в 1940-х годах. Также Анджела была сценаристом эпизодов сериала «'Настоящая кровь».  В 2025 году выступила режиссёром двух эпизодов сериала от студии Netflix «Уэнздей».

## Личная жизнь
Анджела — открытая лесбиянка. Ее партнерша — телевизионный сценарист и режиссер Александра Кондрейк.

## Фильмография
| Год  | Название                             | Режиссер | Сценарист | Продюсер |
| ---- | ------------------------------------ | -------- | --------- | -------- |
| 1995 | Chickula: Teenage Vampire            | Да       | Да        | Нет      |
| 1998 | The Kinsey 3                         | Да       | Нет       | Нет      |
| 1999 | Ice Fishing                          | Нет      | Нет       | Да       |
| 2003 | Шпионки                              | Да       | Да        | Нет      |
| 2005 | Сумасшедшие гонки                    | Да       | Нет       | Нет      |
| 2007 | Girltrash!                           | Да       | Да        | Нет      |
| 2017 | Профессор Марстон и его Чудо-женщины | Да       | Да        | Нет      |

## Телевидение
| Год       | Заголовок                          | Режиссер | Сценарист | Продюсер | Примечания                                                                                       |
| --------- | ---------------------------------- | -------- | --------- | -------- | ------------------------------------------------------------------------------------------------ |
| 2004–2009 | Секс в другом городе               | Да       | Да        | Да       | Выступила режиссёром 8 эпизодов, написала сценарий к 6 эпизодам; Роль: Анджела (эпизод: "LMFAO") |
| 2009–2011 | Жеребец                            | Нет      | Да        | Да       | Написала сценарий к 4 эпизодам                                                                   |
| 2010      | Gigantic                           | Да       | Нет       | Нет      | Выступила режиссёром 2 эпизодов                                                                  |
| 2011      | Ангелы Чарли                       | Да       | Нет       | Нет      | Эпизод «Runaway Angels»                                                                          |
| 2012–2014 | Настоящая Кровь                    | Нет      | Да        | Да       | Написала сценарий к 6 эпизодам                                                                   |
| 2015–2017 | Как избежать наказания за убийство | Нет      | Да        | Да       | Написала сценарий к 4 эпизодам                                                                   |
| 2025      | Уэнсдей                            | Да       | Нет       | Нет      | Выступила режиссёром 2 эпизодов                                                                  |

## Награды и номинации
| Год  | Заголовок                            | Награда/Номинация                                                                 | Примечания |
| ---- | ------------------------------------ | --------------------------------------------------------------------------------- | ---------- |
| 2003 | Шпионки                              | Победа: Международный кинофестиваль в Кливленде                                   | [ 15 ]     |
| 2004 | Шпионки                              | Победа: Приз журнала «Siegessäule» на Берлинском кинофестивале                    | [ 15 ]     |
| 2004 | Шпионки                              | Номинация: Black Movie Awards 2005 за выдающиеся достижения в написании сценариев | [ 15 ]     |
| 2010 | Жеребец                              | Номинация: Гильдия писателей Америки, США                                         | [ 15 ]     |
| 2017 | Как избежать наказания за убийство   | Номинация: Премия Black Reel Awards за телепередачи                               | [ 15 ]     |
| 2018 | Профессор Марстон и его Чудо-женщины | Номинация: Альянс женщин-киножурналистов                                          | [ 15 ]     |